# Refuge de Rosuel
Die Refuge de Rosuel ist eine Schutzhütte, die sich im Département Savoie in der Region Auvergne-Rhône-Alpes befindet. Die Schutzhütte, die auf einer Höhe von 1556 m liegt, kann über die Route départementale D87 von Peisey-Nancroix kommend mit dem Auto erreicht werden.
Die Schutzhütte liegt am Fernwanderweg GR 5 und ist Ausgangspunkt zahlreicher Aufstiege zu den Gipfeln des Vanoise-Massivs sowie zum nahe liegenden Nationalpark Vanoise. Vom Parkplatz Laisonnay, der unmittelbar bei der Hütte liegt, starten ebenfalls die Wege zu den Schutzhütten Refuge de la Glière, Refuge du Mont Pourri und Refuge du Col du Palet.

## Beschreibung
Die Schutzhütte bietet maximal 64 Wandern eine Übernachtungsmöglichkeit.